# 青い空に出逢えた
「青い空に出逢えた」（あおいそらにであえた）は辻尾有紗のデビューシングル。

## 概要
- フジテレビ系列アニメ『中華一番!』の前期エンディングテーマとして起用。
- 辻尾にとってデビューシングルであるが、これ以降にシングルやアルバムのリリースはしていない。
- 作詞・作曲を担当した小松未歩が自身のアルバム『謎』でセルフカバーしており、キーは１つ低い。
- コーラスは宇徳敬子。

## 収録曲
1. 青い空に出逢えた
作詞・作曲：小松未歩　編曲：古井弘人
2. なつのにおい～place of myself～
作詞：辻尾有紗　作曲：金子奈美　編曲：古井弘人
3. 青い空に出逢えた(inst.)